# William de Warenne, 3. Earl of Surrey
William de Warenne, 3. Earl of Surrey (* 1119; † 1148) war ein anglo-normannischer Adliger aus dem Hause Warenne.
Er war der älteste Sohn von William de Warenne, 2. Earl of Surrey und Elisabeth von Vermandois. Er war somit ein Urenkel des französischen Königs Heinrich I., ein Halbbruder von Robert de Beaumont, 2. Earl of Leicester, Waleran de Beaumont, 1. Earl of Worcester und Graf von Meulan, sowie Hugh de Beaumont, 1. Earl of Bedford.
William stand loyal zum englischen König Stephan. Er kämpfte in der Schlacht von Lincoln (1141) und war einer der Heerführer, die Matilda nach ihrer Flucht aus Winchester verfolgte und Robert von Gloucester, den unehelichen Sohn des verstorbenen Königs Heinrich I. entführte.
Er war einer jener Adligen, die im März 1146 in Vézelay – gemeinsam mit dem französischen König Ludwig VII. – das Kreuz nahmen und im Jahr darauf als Kreuzfahrer zum Zweiten Kreuzzug aufbrachen. Er wurde auf dem Marsch durch Anatolien in der Nähe von Laodikeia bei einem seldschukischen Angriff getötet.
William heiratete Adela (oder Ela) von Ponthieu, eine Tochter des Grafen Wilhelm II. Talvas (bzw. Wilhelm III. von Ponthieu), der wiederum ein Sohn von Robert of Bellême, 3. Earl of Shrewsbury aus dem Haus Montgommery war.
William und Adela hatten eine Tochter, Isabel (Elisabeth), die auch seine Erbin war. Sie heiratete in erster Ehe Wilhelm von Blois, den zweiten Sohn Königs Stephans, Graf von Boulogne und Mortain, der durch die Ehe Earl of Surrey bzw. Earl of Warenne (Warren) wurde. Wilhelm von Blois starb am 11. Oktober 1159, die Ehe blieb kinderlos.
In zweiter Ehe heiratete Isabel 1163 Hamelin, einen unehelichen Sohn des Grafen Gottfried V. von Anjou und damit Halbbruder des englischen Königs Heinrich II., der ebenfalls Earl of Warenne und Earl of Surrey wurde. Hamelin nahm den Familiennamen de Warenne an und vererbte ihn und die Earldoms an seine Nachkommen.